# Brilliance BS6

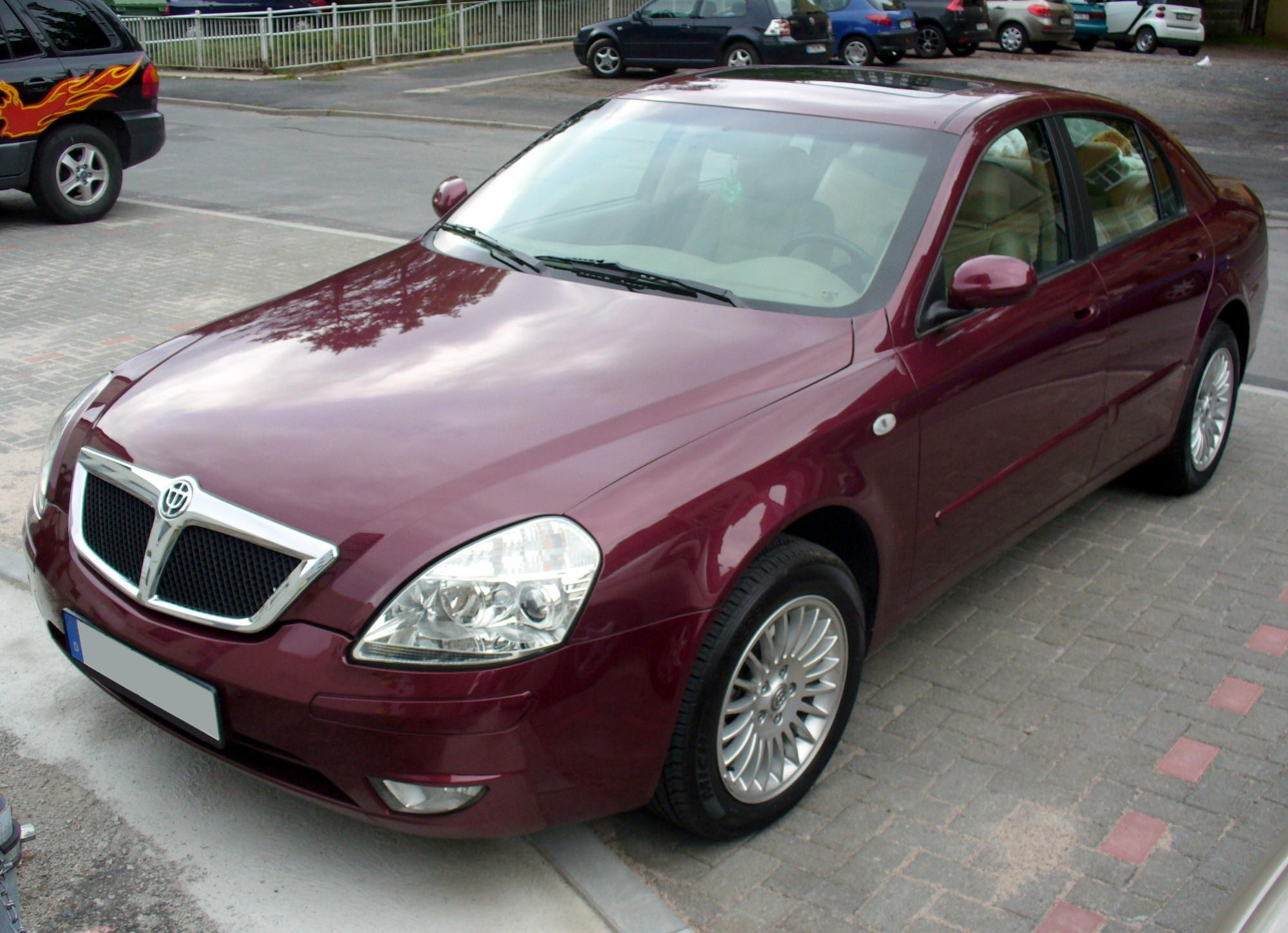
Brilliance BS6.

Brilliance BS6, (utanför Europa känd under namnet Zhonghua), är en mellanklasssedan från kinesiska Brilliance. 
I ett krocktest som genomfördes i början av sommaren 2007 av ADAC fick bilmodellen uselt resultat. ADAC kallade modellen för "ett hot mot trafiksäkerheten på de europeiska vägarna". Försäljningen gick trögt och Brilliance försvann från den europeiska marknaden 2010. Då hade drygt 500 bilar av modellerna BS4 och BS6 sålts i Europa.